# Kościół św. Brata Alberta Chmielowskiego w Suwałkach
Kościół świętego Brata Alberta Chmielowskiego w Suwałkach – rzymskokatolicki kościół parafialny należący do parafii pod tym samym wezwaniem (dekanat Suwałki – św. Benedykta i Romualda diecezji ełckiej).
Parafia została erygowana w dniu 2 sierpnia 1992 roku. Świątynia została przebudowana z hali remontowej.
Budowla jest murowana, pokryta blachą. W prezbiterium jest umieszczony duży krzyż z rzeźbą Chrystusa, ogniotrwałe tabernakulum, obraz Matki Bożej Częstochowskiej, ołtarz drewniany z płaskorzeźbą Ostatniej Wieczerzy a także chrzcielnica. Na ścianach bocznych są zawieszone obrazy: Ecce Homo, Miłosierdzie Boże, Matka Boża Nieustającej Pomocy i św. Brat Albert oraz stacje Drogi Krzyżowej, wykonane w formie płaskorzeźby w drewnie.